# Clusia longipetiolata
Clusia longipetiolata är en tvåhjärtbladig växtart som beskrevs av Robert Walter Schery. Clusia longipetiolata ingår i släktet Clusia och familjen Clusiaceae. Inga underarter finns listade i Catalogue of Life.